# قايدو باسو
قايدو باسو هو مؤلف موسيقى تصويرية كندي، ولد في 27 سبتمبر 1937 في مونتريال في كندا.

## وصلات خارجية
- قايدو باسو على موقع IMDb (الإنجليزية)
- قايدو باسو على موقع ميوزك برينز (الإنجليزية)
- قايدو باسو على موقع أول ميوزيك (الإنجليزية)
- قايدو باسو على موقع ديسكوغز (الإنجليزية)